# Daniel Garrido Peña
Daniel Garrido Peña (Logroño, 19 de enero de 2000) es un futbolista español que juega de centrocampista en la Real Sociedad "B" de la Segunda División de España.

## Trayectoria
Nacido en Logroño, Dani Garrido llegó a la Real Sociedad de Fútbol en 2012 procedente del Valvanera, para enrolarse en el equipo infantil. En la Real Sociedad de Fútbol iría quemando etapas, hasta llegar en 2019 al filial, siendo incluso convocado por la selección sub-16.
En la temporada 2019-20, ya como parte de la plantilla de la Real Sociedad "B" de la Segunda División B de España, disputaría 18 partidos en los que anota dos goles. 
En la temporada 2020-21, disputa 25 partidos en los que anota cuatro goles.
Al término de la temporada, el 23 de mayo de 2021, lograría el ascenso a la Segunda División de España, tras vencer en la eliminatoria definitiva al Algeciras CF.
El 14 de agosto de 2021, debutó en la Segunda División de España ante el CD Leganés en una victoria por un gol a cero.

## Clubes
| Club              | País   | Año             | Partidos (goles) |
| ----------------- | ------ | --------------- | ---------------- |
| Real Sociedad "B" | España | 2019-Actualidad | 49 (6)           |